# Songthela lixi
Espèce
Songthela lixi est une espèce d'araignées mésothèles de la famille des Liphistiidae.

## Distribution
Cette espèce est endémique du Hunan en Chine,. Elle se rencontre dans le xian de Suining.

## Description
Le mâle holotype mesure 9,41 mm et la femelle paratype 11,64 mm, les mâles mesurent de 8,97 à 9,41 mm et les femelles de 10,90 à 14,12 mm.

## Systématique et taxinomie
Cette espèce a été décrite par Zhang et Xu en 2025.

## Étymologie
Son nom d'espèce lui a été donné en référence au lieu de sa découverte, Lixi.

## Publication originale
- Han, Zhang, Li & Xu, 2025 : « Two new species of the spider genus Songthela (Mesothelae, Liphistiidae) from Hunan Province, China. » ZooKeys, vol. 1241, p. 291-300 (texte intégral).